# Vojtěch Vágai starší
Vojtěch Vágai starší (14. srpna 1958, Nitra – 23. února 2011, Český Krumlov) byl první římskokatolický duchovní romské národnosti v České republice. Působil jako trvalý jáhen v českobudějovické diecézi.
Pocházel z početné slovenské rodiny, už jako dítě se ale přestěhoval do jižních Čech. Vyučil se v oboru malíř-natěrač. Ministroval a směřoval ke kněžskému povolání, avšak po absolvování základní vojenské služby se seznámil se svou budoucí manželkou a následně oženil. V roce 1993 byl jako jeden z prvních v České republice vysvěcen na trvalého jáhna. Kromě obvyklé pastorace v Českém Krumlově, kde žil, a okolních farnostech se také věnoval integraci romských a českých dětí; řadu let organizoval letní dětské tábory v diecézním centru mládeže ve Ktiši, jichž se účastnila třetina romských dětí.
Koncem května 2009 mu byl v českobudějovické nemocnici vyoperován rakovinový nádor ve střevech, dva dny po operaci však v nemocnici upadl na podlahu a nárazem si rozbil lebku. Po necelých dvou letech, kdy byl v domácí péči manželky a ošetřovatelky zemřel v českokrumlovské nemocnici na zápal plic. Měl tři syny, z nichž Vojtěch Vágai mladší, poloviční Rom, vystudoval teologii a v roce 2011 byl vysvěcen na kněze.